# Конопля
Конопля́, или Канна́бис (от латинского названия конопли (лат. Cánnabis)) — род однолетних лубоволокнистых растений семейства Коноплёвые (Cannabaceae). Включает в себя один полиморфный вид — Cannabis sativa L. (Конопля посевная). Ранее, по мере изменения классификации, коноплю относили к шелковичным или тутовым, либо крапивным, а также выделяли несколько таксонов:
- Cannabis indica Lam. — Конопля индийская, иногда классифицируется как Cannabis sativa subsp. indica
- Cannabis sativa subsp. sativa
- Cannabis ruderalis Janisch. — Конопля сорная

В листьях и соцветиях конопли содержится тетрагидроканнабинол и другие каннабиноиды. Конопля имела большое промышленное значение с XV по начало XX веков, после чего посевы были значительно сокращены. Единая конвенция о наркотических средствах (1961) включает коноплю в список наркосодержащих растений и обязывает правительства стран-участников строго контролировать её выращивание.
В английском языке «каннабисом» (англ. cannabis) традиционно называется психотропный каннабис, употребляемый в медицине, а «коноплёй» (англ. hemp) — сельскохозяйственная культура.

## Ботаническое описание
Конопля — однолетнее травянистое двудомное растение. Женские растения называются матёркой, мужские — посконью. В настоящее время созданы сорта однодомной конопли. Имеется также конопля с обоеполыми цветками.
Стебель прямостоячий, округлый у основания, шестигранный в середине и четырёхгранный на верхушке, имеет полость. Листорасположение супротивное, а на верхушке — очередное. Листья черешковые, простые, пальчатолопастные, пальчатораздельные или пальчаторассечённые, из пяти-семи сегментов, край сегментов зубчатый. Число сегментов возрастает от основания к середине стебля и затем снижается к верхушке (у основания и на верхушке листья простые, трёхлопастные или цельные).
Цветки у конопли раздельнополые. Женский цветок представлен пестиком, заключённым в свёрнутый в виде конуса зелёный прицветник. Пестик состоит из верхней чечевицеобразной одногнёздной завязи и двух сидячих длинных рылец, сросшихся у основания. Мужской цветок имеет пять жёлто-зелёных чашелистиков и пять тычинок с крупными пыльниками. Цветки сидячие, расположены у основания боковых побегов в пазухах листьев. Женское соцветие — сложный колос, мужское — рыхлая метёлка. У однодомной конопли первыми закладываются мужские цветки в пазухах листьев главной оси соцветия, а затем боковых ветвей, выше формируются обоеполые цветки, а затем женские.
Плоды — двустворчатые орешки яйцевидной или несколько вытянутой формы, заключённые в брактеи, сохраняющиеся после цветения, гладкие или ребристые, серо-зелёной, реже бурой окраски.

### Структура стебля

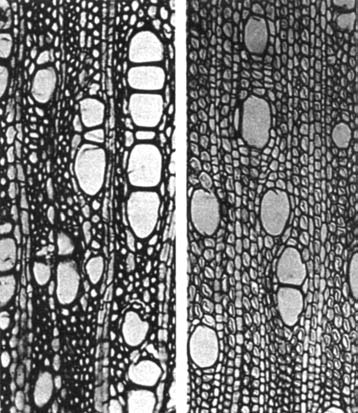
Отличие структуры волокна конопли посевной (слева) от конопли индийской (справа)

По структуре стебель конопли похож на стебель льна. Наружная ткань стебля (кожица) состоит из клеток многогранной формы. За ней располагаются паренхима с кольцом лубяных пучков и сердцевина. Ко времени цветения сердцевинная ткань разрывается, образуя полость.
Лубяные пучки в верхней части стебля размещаются гуще, а в нижней реже. Длина элементарных волокон конопли 4—5 см и более. Лубяные волокна переплетены между собой и склеены лигнопектином.
В стебле конопли в результате действия камбия образуется второе внутреннее кольцо лубяных пучков, а за ним нередко возникают третье и четвёртое. Вторичные лубяные волокна размещены в стебле неравномерно. Наиболее богата ими нижняя часть стебля, в верхней части встречается только первичные волокна. Посконь содержит 20—25 % волокна, матёрка — 15—20 %.

### Генетика
Диплоидный набор хромосом конопли равен 20: девять пар — аутосомы, одна — половые хромосомы. У женских особей (матёрки) половые хромосомы представлены двумя X-хромосомами, которые несколько крупнее аутосом, у мужских особей (поскони) одна X-хромосома заменена Y-хромосомой, имеющей форму крупной точки. Гомозиготность матёрки и гетерозиготность поскони по половым хромосомам представляют распространённый в природе механизм, обеспечивающий численное равенство полов.

## Матёрка
Матёрка — женское растение конопли. Отличается от мужского растения (см. ниже посконь) формой соцветий (короткий сложный колос), получивших название семенной головки и облиственных сильнее мужского. В пазухах листьев густо располагаются женские цветки, состоящие из однолистного покрова, расщеплённого с одной стороны. Внутри этого покрова заключён пестик. Завязь одногнёздная, с двумя длинными перистыми рыльцами. Матёрка отличается более низким ростом, более густой листвой и более поздними (на 40—50 дней) сроками созревания. Волокно матёрки мягче и эластичнее, но несколько менее прочно, чем посконное. Психотропные продукты из матёрки содержат значительно больше ТГК.
Отличить матёрку от поскони можно ещё до начала цветения по чашечковидным цветочным почкам с маленькими усиками (зачаточными пестиками). У мужских цветочных почек форма ромбовидная, а усики отсутствуют.

## Посконь
Посконь (также замашка, дерганец) — мужское растение конопли. Отличается от женского (см. Матёрка) формой соцветий (метёлка), более высоким ростом и тонким стеблем, менее густой листвой и более ранними (на 40—50 дней) сроками созревания. В период цветения резко отличается желтоватым оттенком соцветия, которое при этом гораздо беднее листвой. Мужские цветки сидят небольшими кистями на боковых ветвях метелки и на вершине стебля. Каждый цветок состоит из околоцветника с пятью зеленовато-жёлтыми лепестками и пятью тычинками, обычно свешивающимися из цветка. Отличить посконь от матёрки можно ещё до начала цветения по ромбовидной форме почки и отсутствию «усиков» (зачаточных пестиков).
Поскольку посконь поднимается раньше матёрки и затеняет её, мешая расти, её принято удалять в самом начале цветения. Механизировать этот процесс до сих пор не удалось, поэтому современные коноплеводы избегают сеять двуполые сорта конопли, предпочитая однодомные и феминизированные.
В русском крестьянском хозяйстве посконь ценилась невысоко, так как холст из неё получался грубый и жёсткий. Основное достоинство посконного волокна — повышенная прочность. В старину из него вили тонкие морские канаты — лини и тросы. По свидетельству американского писателя Германа Мелвилла («Моби Дик»), гарпунный линь из посконной пеньки толщиной 17 мм выдерживал вес до 2800 кг и использовался для охоты на китов.

## Использование

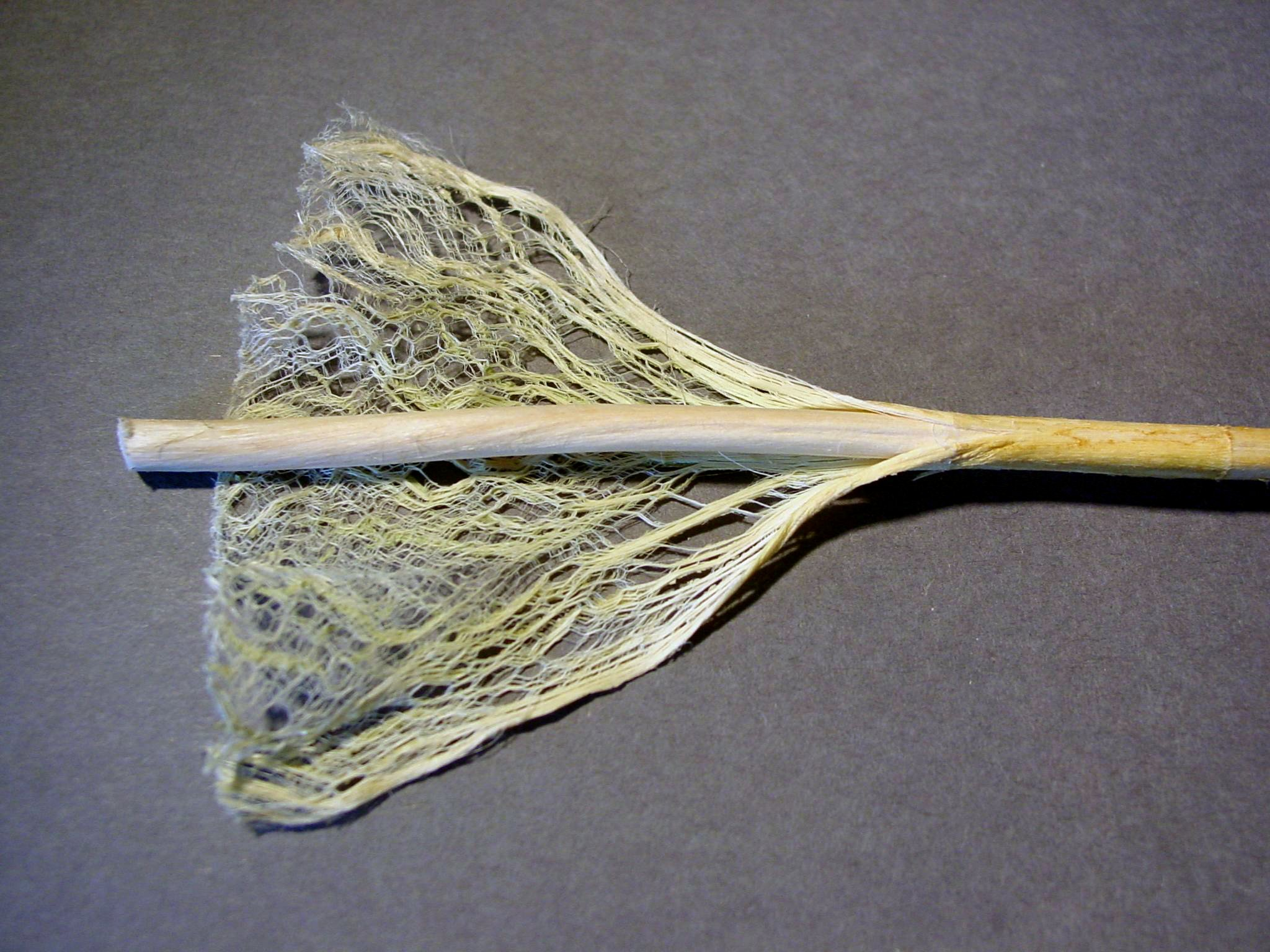
Волокна из стебля конопли

Конопля имеет богатую историю использования людьми в качестве пищи (семена и масла), материала для изготовления бумаги, одежды, обуви, верёвок, канатов, тросов и ниток (в состав стебля входят весьма прочные волокна — см. пенька), в медицинских целях, а также в качестве психотропного средства. Известно, что первые (черновые) экземпляры Конституции США были отпечатаны на конопляной бумаге. В большинстве стран марихуана и другие рекреационные наркотики, изготовленные из каннабиса, запрещены.

### История
Конопля культивировалась в Китае ещё 4800 лет назад. В китайской мифологии есть конопляная дева (кит. 麻姑) — бессмертная фея, связанная с эликсиром жизни, символическая покровительница женщин. Геродот так описывает оргии скифов: «Они бросали конопляное семя на горячие камни и выли, вопили от удовольствия».
Конопля посевная описана в 19-м и 20-м томах «Естественной истории» Плиния Старшего, который упоминает её использование как прядильного, пищевого и лекарственного растения. Упоминается что конопляные семена — хорошее средство для лечения запора у домашних животных, сок травы помогает от отита, а корень можно использовать в качестве припарок от боли в суставах, подагры и ожогов.
Конопля с древности культивировалась в Армении, и являлась частью армянской кухни. Семена конопли, перетёртые в кашицу, употреблялись армянами в пищу как вещество, содержащее в себе большое количество масла. Кроме этого армяне шили из неокрашенной белой бязи (конопляной ткани) нательные рубашки. После 1890-х гг. все чаще стали использовать хлопчатобумажную ткань.

#### Диоскорид

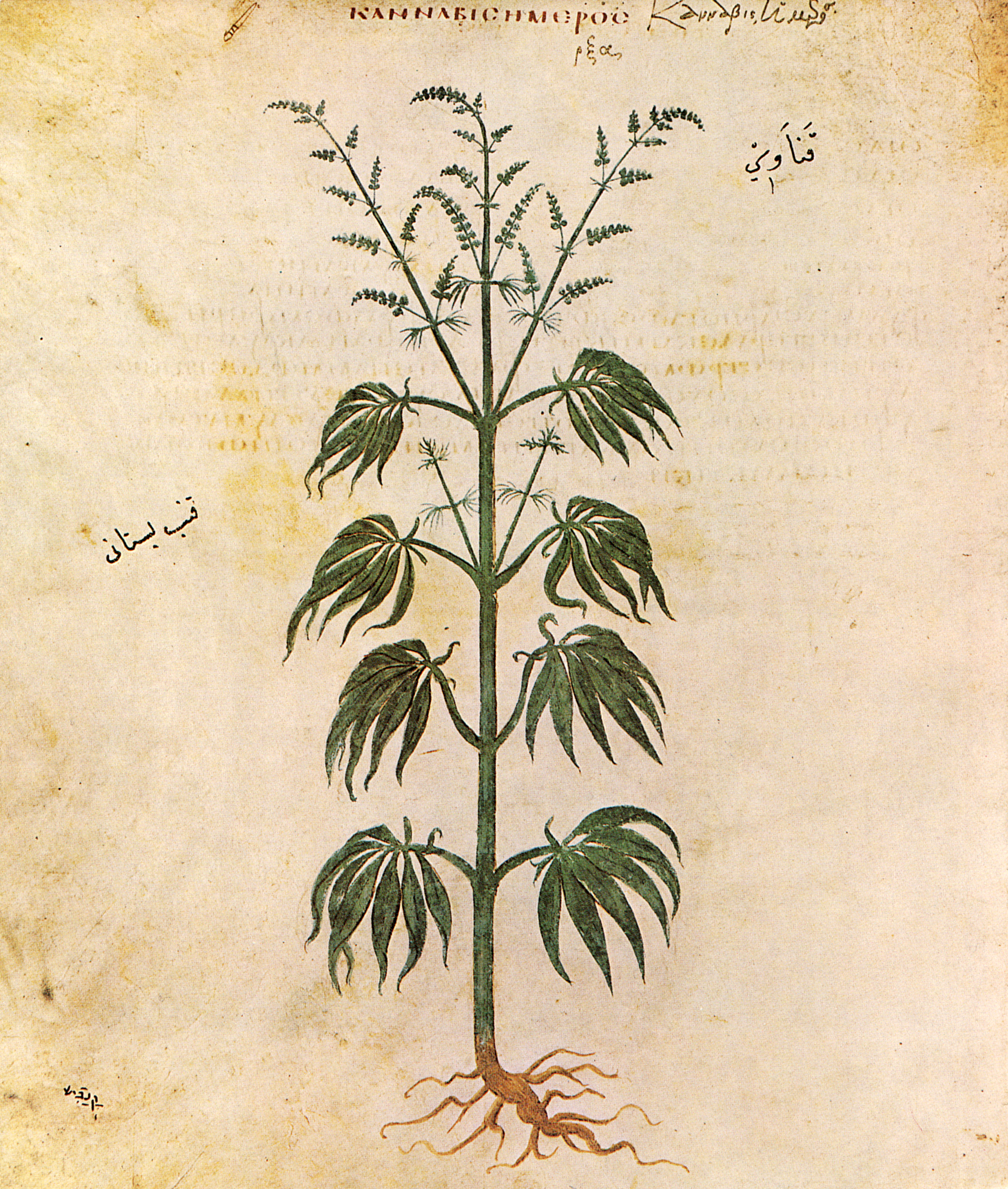
Рисунок конопли из «Венского Диоскорида»

Педаний Диоскорид (лат. Pedanius Dioscorides), древнеримский врач, по происхождению грек. Родился в Аназарбасе (Киликия), служил военным врачом, имел большой практический опыт работы с лекарственными растениями; впоследствии стал личным врачом римского императора Нерона. В своём основном сочинении «De materia medica» («О лекарственных средствах») систематически описал свыше 500 растений, сгруппировав их по морфологическому принципу. В частности, впервые описал коноплю (кн. III, гл. 156 (166)).

Описание Диоскорида достаточно кратко: 
Конопля посевная. Некоторые называют её каннабиум, другие — Схенострофон („канатовертящая“), „астерион“ (звездообразная). Растение, которое чрезвычайно полезно для изготовления прочнейших канатов. Имеет листья, похожие на ясеневые, с неприятным запахом, и круглые плоды, которые, будучи поедаемы в больших количествах, ведут к бесплодию. Закапать в уши сок зелёной конопли — хорошее средство от ушных болезней.
О психотропных свойствах растения Диоскорид не упоминает.

#### Конопляный указ
Генрих VIII Тюдор, возглавив религиозную реформацию в стране, в 1534 году будучи провозглашённым главой англиканской церкви, в 1536 году и 1539 году провёл масштабную секуляризацию монастырских земель. Поскольку монастыри были главными поставщиками технических культур — в частности, конопли, крайне важной для парусного мореплавания, — можно было ожидать, что передача их земель в частные руки отрицательно скажется на состоянии английского флота. Чтобы этого не случилось, Генрих загодя (в 1533 году) издал указ, предписывавший каждому фермеру высевать четверть акра конопли на каждые 6 акров посевной площади. Таким образом монастыри утратили своё главное экономическое преимущество, и отчуждение их владений не нанесло вреда экономике.
«Конопляный указ» Генриха VIII был дважды повторён Елизаветой I — в 1563 и 1593 годах. В XVII веке, в связи с налаживанием импорта пеньки из России, необходимость в таких указах отпала сама собой.

### Культивирование конопли

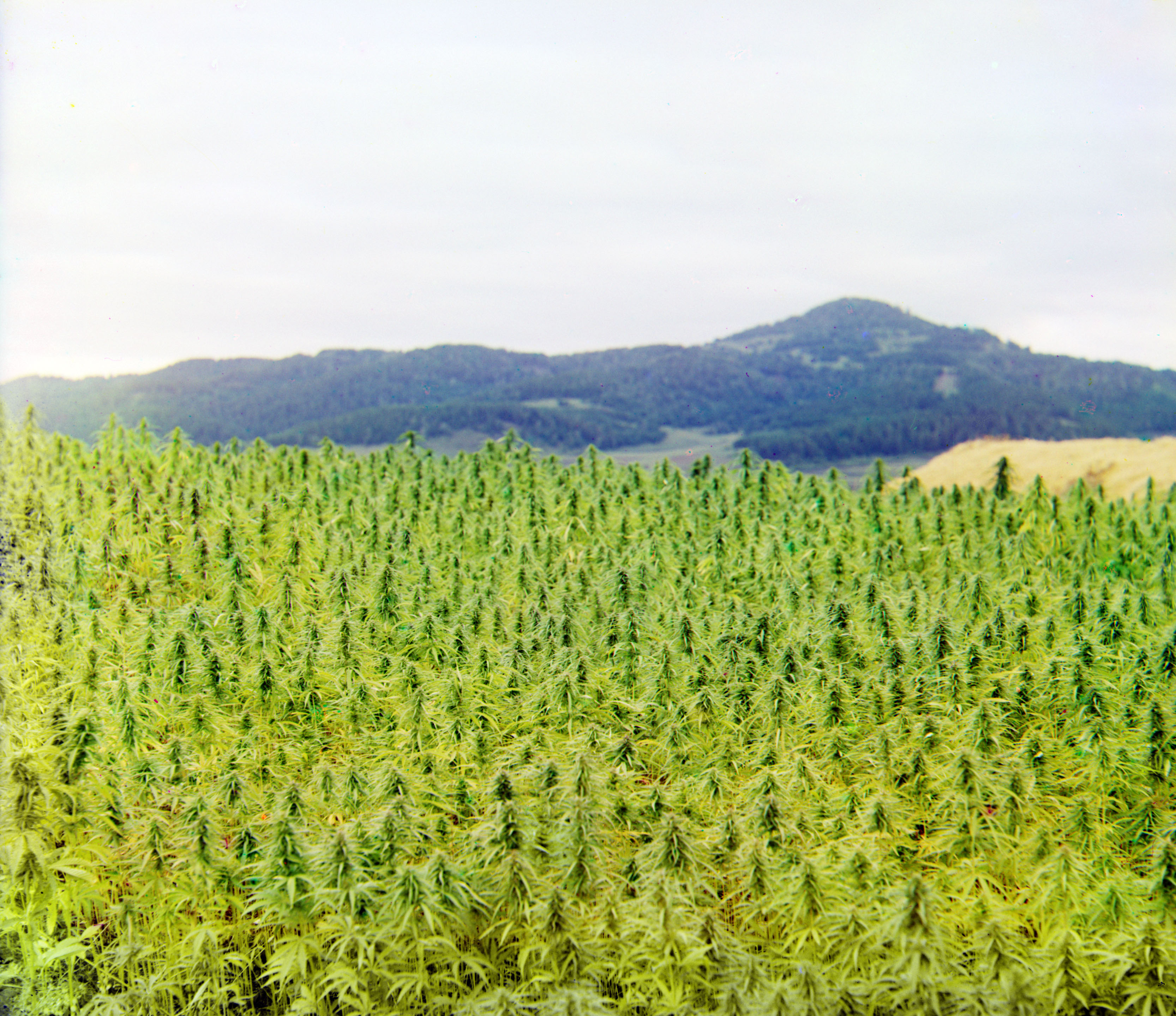
Конопляное поле (1910 г). Фото С. М. Прокудина-Горского

В России конопля посевная (Cannabis sativa) традиционно возделывалась в центральных областях. В конце XIX века выращивание конопли составляло один из основных заработков крестьян Орловской, Калужской, Курской, Черниговской, Могилёвской и отчасти Минской губерний. Изображение конопли можно увидеть на гербах бывших уездных городов Сураж и Епифань, а также на гербе и флаге Кимовского района Тульской области.
По сведениям Энциклопедии Брокгауза и Эфрона в Европейской части России в конце XIX века производилось около 140 тыс. тонн пеньки, что составляло около 40 % производства пеньки в Европе. Согласно народной примете лучший день для посева конопли — 5 июня, в день Леонтия Конопляника: «Коноплю в поле сей и на рябину гляди — коли цвет в круги, и конопли долги». Запах конопли у многих ассоциировался с Россией:
Вдруг меня поразил сильный, знакомый, но в Германии редкий запах. Я остановился и увидал возле дороги небольшую грядку конопли. Её степной запах мгновенно напомнил мне родину и возбудил в душе страстную тоску по ней. Мне захотелось дышать русским воздухом, ходить по русской земле.И. С. Тургенев. «Ася».

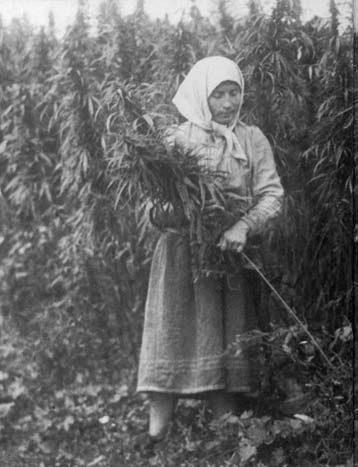
Уборка конопли (СССР, 1956 год)

В ходе раскулачивания крупные хозяйства, занимавшиеся коноплеводством, оказались раздроблены на мелкие (0,1—0,15 га) участки, обрабатываемые вручную и способные удовлетворить только внутрихозяйственные нужды. К началу 1930-х годов «коноплеводная отрасль сельского хозяйства в Средневолжском крае, так же, как и в других коноплеводных областях СССР переживает упадочное состояние», выражающееся в «сокращении посевных площадей, низких урожаях, сокращении товарной доли валовых сборов».
Большая советская энциклопедия 1937 г. сообщает, что «Социалистическая реконструкция сельского хозяйства резко изменила лицо отсталого коноплеводства в СССР. Развернувшееся стахановское движение в сельском хозяйстве, в частности среди коноплеводов, обеспечило более высокие урожаи конопли. 14.03.1936 г. было проведено специальное совещание руководителей партии и правительства с передовиками по льну и конопле. Ряд стахановцев-коноплеводов были награждены орденами Союза. После 1934 г. посевы конопли начали восстанавливаться, и если в 1934 г. посевная площадь конопли была 598 тыс. га, то посевы её в 1936 г. занимали 680 тыс. га, составляя 4/5 всей мировой площади под коноплёй. Постановлением СНК СССР и ЦК ВКП(б) (март 1934) за посевы конопли на усадебных, приусадебных и пойменных угодьях предоставлены специальные льготы и преимущества. Заготовка пенькового волокна из конопли в СССР в 1933-34 гг. достигала 39,4 тыс. т и в 1934-35 гг. — 44,9 тыс. т; производство конопляного масла (из семян) в СССР в 1933 г. составило 5,0 тыс. т, а в 1934 — 6,3 тыс. т.».
|                      | 1940  | 1960  | 1970  | 1980  | 1985  |
| -------------------- | ----- | ----- | ----- | ----- | ----- |
| Вся посевная площадь | 150,6 | 203,0 | 206,7 | 217,3 | 210,3 |
| конопля              | 0,60  | 0,35  | 0,20  | 0,13  | 0,10  |

Фонтан «Дружба народов», ВДНХ, Москва.
В центре снопа — листья конопли

Конопля являлась одной из основных сельскохозяйственных культур СССР. Такой её статус был подтверждён помещением листьев конопли вместе с колосьями пшеницы и соцветиями подсолнечника в центр снопа внутри главного фонтана страны — Дружба народов на ВДНХ.
После запрета культивации психотропной конопли выращивание технических сортов растения также подверглось различным ограничениям, а в ряде стран было запрещено. Нечто подобное произошло в США при введении «налога на марихуану», который практически уничтожил коноплеводство в стране. Известно, что инициатор этого налога, комиссар США по наркотикам Гарри Анслингер, долгие годы боролся за принятие Единой конвенции 1961 года и активно участвовал в работе над её текстом. При этом в 1942 г. по инициативе американских властей был выпущен фильм «Конопля для Победы», пропагандирующий выращивание технических сортов.
С 2007 года в России разрешено промышленное культивирование конопли, однако оно забюрократизированно: предъявляются жёсткие требования к семенам (например, семена должны быть внесены в Государственный реестр селекционных достижений, запрещено высаживание семян четвертой и последующих репродукций) и к охране посевов. Засеянные площади невелики, на 2018 год было засеяно 8 тыс. гектаров.
В Российский Государственный реестр селекционных достижений, допущенных к использованию в 2022 году, включен 31 сорт прядильной конопли.

### Рекреационное использование
Конопля содержит психоактивные вещества, каннабиноиды, в частности Δ9-тетрагидроканнабинол, и служит сырьём для популярных психотропных веществ (марихуана, гашиш).
Химические вещества, оказывающие дурманящее или целебное воздействие, сосредоточены главным образом в клейкой золотистой смоле, которая выделяется из цветков на женских растениях. Функция смолы состоит в защите цветка от перегрева и в сохранении влаги в период размножения.
Оборот и производство этих препаратов запрещены или ограничены во многих странах мира. В некоторых странах существуют послабления, например в Нидерландах (см. также: Опиумный закон, кофешоп), Чехии, Испании, Португалии, Уругвае, Грузии и некоторых штатах США и провинциях Канады. В частично самоуправляемом Свободном городе Христиания, географически находящемся внутри города Копенгагена (Дания), марихуана и гашиш легко доступны и не запрещены законами Христиании, хотя и запрещены датским законодательством.
В некоторых штатах США разрешено рекреационное использование марихуаны. Первой страной, разрешившей использование марихуаны в личных целях, стал Уругвай в 2013 году.
Социальные и физиологические проблемы, сопутствующие потреблению конопли, не являются доказанными причинными связями и остаются дискуссионными.
Изображение листа конопли стойко ассоциируется с наркотическими средствами, поэтому на униформе немецких наркополицейских присутствует знак в виде листа конопли.

#### Сенсимилья
Неоплодотворённые (сегрегированные) соцветия женских растений накапливают значительно больше канабиоидов. Поэтому с конца 20 века появилось отдельное направление в коноплеводстве, делавшее упор именно на увеличение количества получаемых соцветий и на увеличение содержания в них канабиоидов. Сегодня средний процент их содержания варьирует в пределах от 11 до 22 %. Для сравнения — в обычной марихуане этот процент редко достигает 3 %. На данный момент выведено несколько тысяч сортов, отличающихся разным содержанием и содержательным соотношением ТГК, канабидиола и других канабиоидов, а также с разными вкусо-ароматическими характеристиками и психотропными эффектами. В связи с сильно возросшим интересом к терапевтическим свойствам канабиоидов появилось множество сортов с повышенным содержанием КБД, достигающем в некоторых случаях уровня в 20 % и выше при минимальном содержании ТГК (менее 0,02 %). Канабидиол не имеет психотропных эффектов и даже значительно снижает эти эффекты от содержащегося в сырье ТГК.

### Медицинское использование
Медицинское использование конопли ограниченно разрешено в некоторых странах, например, в США в Округе Колумбия (2010) и ещё в 16 штатах: Аляска (1998), Аризона (2010), Калифорния (1996), Колорадо (2000), Делавэр (2011), Гавайи (2000), Мэн (1999), Мичиган (2008), Монтана (2004), Невада (2000), Нью-Джерси (2010), Нью-Мексико (2007), Орегон (1998), Род Айлэнд (2006), Вермонт (2004), Вашингтон (1998), Нью-Йорк (2021).
В клинической практике используются очищенные препараты, полученные из растений конопли, или модифицированное действующее вещество. Это вызвано тем, что концентрация действующих веществ в растении чрезвычайно мала для медицинского применения. В частности, терапевтическая концентрация при лечении онкологии составляет 10 мкмоль/л крови, а, к примеру, концентрация, достигаемая при выкуривании одной сигареты из конопли — 0,074 мкмоль/л крови. Таким образом, для получения терапевтической концентрации каннабиноидов путём курения конопли, нужно суметь разово выкурить 136 конопляных сигарет и продолжать их непрерывно выкуривать до завершения лечения для поддержания необходимой для терапии концентрации.
На мышиных и других животных моделях рака показано, что хотя терпеноиды (включая каннабиноиды) из конопли могут оказывать некоторое онкостатическое воздействие — но их потребление при этом должно составлять порядка 10 % рациона животного.
В качестве, собственно, действующих веществ могут выступать различные терпеноиды конопли: какие-то из 5 распространённых каннабиноидов (всего из растения выделяют порядка 70 разновидностей каннабиноидов), монотерпены (более 12 разновидностей), секвитерпены (более 14 разновидностей). В смеси такие вещества могут оказывать взаимно нивелирующие эффекты, либо много неуместных побочных эффектов, поэтому эффективнее применять очищенные препараты, а не экстракты растений. При этом, например, наличие смеси из нескольких терпенов в препарате может усиливать эффект отдельных каннабиноидов — хотя не всегда ясно, каким именно образом. Применение веществ из конопли в медицинских целях на 2016 год ограничивается отдельными случаями. Например, для стимуляции аппетита у ВИЧ-инфицированных пациентов; для купирования тошноты, связанной с терапией рака; для купирования спастичности, связанной с рассеянным склерозом; для снижения болевой чувствительности.

### Обрядовое использование

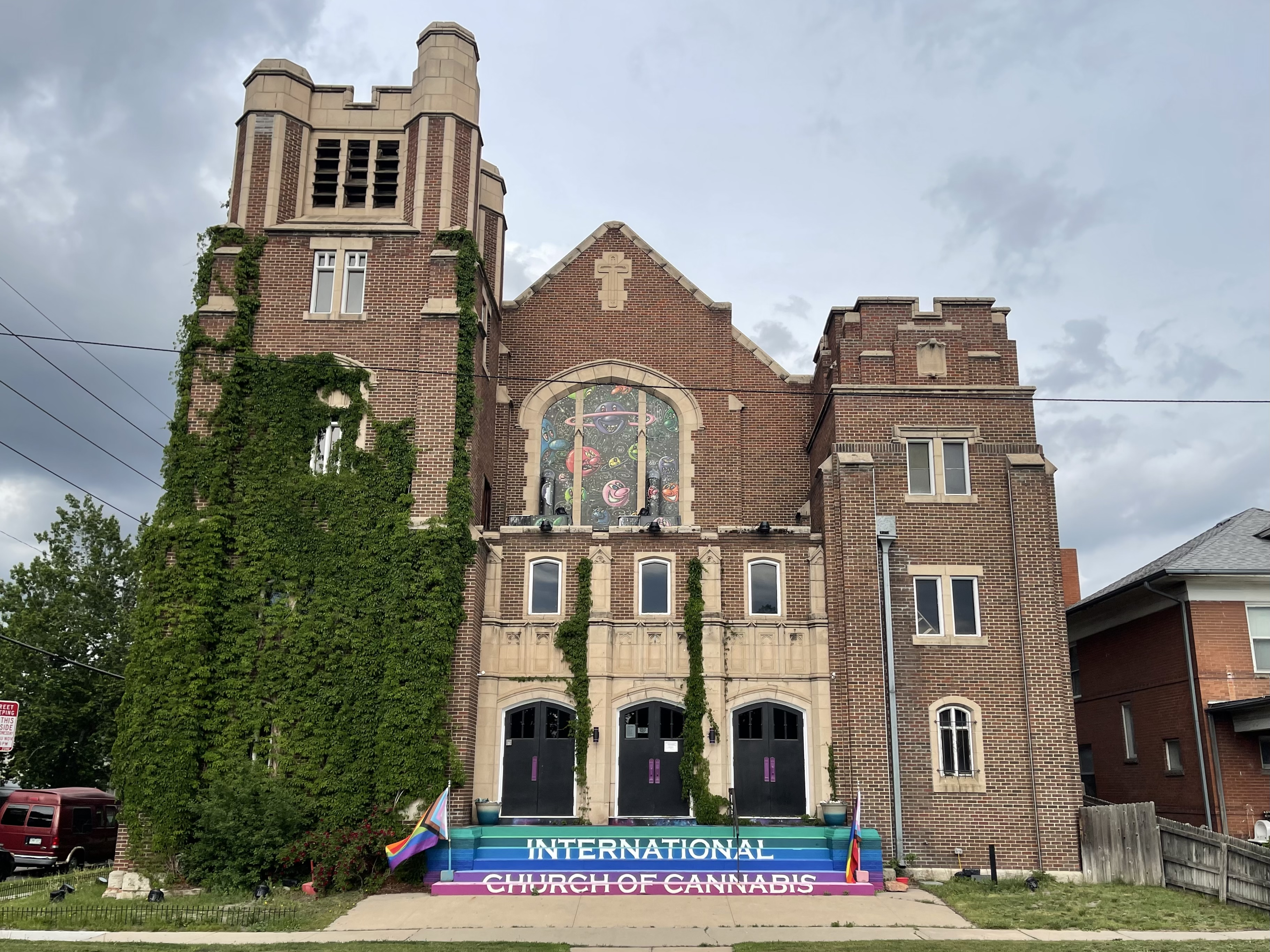
Международная церковь каннабиса

Ритуальное использование конопли было распространено уже в неолите на севере Азии. Известно применение конопли как священного растения на Древнем Востоке.
Конопля на протяжении тысячелетий использовалась в различных религиозных и духовных практиках:
- Древняя Индия (с 1700 г. до н. э.) — упоминается в Ведах как «священная трава», ассоциируется с Шивой. Садху употребляли бханг для медитации и достижения мокши (освобождения).
- Зороастризм — зороастрийские шаманы курили каннабис для достижения «экстаза». В митраизме его также использовали в ритуалах.
- Суфизм — мусульманские мистики считали, что каннабис «открывает истину», в отличие от запрещённого Кораном алкоголя.
- Африканские культы — племена (готтентоты, зулусы, бена-риамба, пигмеи) применяли марихуану в обрядах и медицине.
- Растафарианство — считает ганджу священной, помогающей в общении с Джа (Богом) и интроспекции.
- Скифы — использовали в погребальных ритуалах. Геродот упоминал похоронные обряды скифов, включающие окуривание дымом семян конопли[41].
- Шаманы из числа коренных народов Америки использовали марихуану в целительстве.

Иудаизм
По мнению польской исследовательницы Сулы Бенет, конопля под названием «канех босм» (что, по её мнению, ошибочно переводилось как «аир» или «благовонный тростник») упоминается в Ветхом Завете в качестве ингредиента елея.
В 2020 году при раскопках храма в Араде в пустыне Негев на алтаре были найдены хорошо сохранившиеся остатки каннабиса. В остатках растения хорошо сохранился тетрагидроканнабинол (THC) — психоактивное вещество каннабиса. По мнению израильских археологов, это доказывает использование психоактивной конопли в иудейских богослужениях эпохи Первого Иерусалимского храма (VIII в. до н. э.).
Современность
В США (штат Денвер) в 2017 году была основана Международная церковь каннабиса. Её последователи, называющие себя «элевационистами» (англ. Elevationists), считают коноплю «священным цветком» и используют в своих таинствах.

## Систематика и таксономическое положение
Несмотря на то, что в современной систематике выделяется только один ботанический вид конопли, трактовки рода в отношении входящих в него таксонов различались в течение всего прошлого столетия.
Среди ботаников относительно систематики конопли превалировали две точки зрения. Сторонники первой точки зрения вслед за К. Линнеем утверждали, что род конопля монотипен, то есть содержит всего один вид. Другие же, следуя работам Ж. Б. Ламарка, выделяли, по крайней мере, два вида — «южный» и «северный». Одним из важных различий между этими видами сторонники второй точки зрения считали преобладание наркотических веществ в южных формах.
Так сложилось, что в 1920—1930-е годы в СССР возобладала вторая точка зрения. В это время вообще было принято понимать виды узко, то есть выделять множество видов там, где другие систематики видели только один. Сторонниками подобного дробного понимания видов конопли был и Н. И. Вавилов, а также его ученики. В некоторых изданиях российской ботанической и сельскохозяйственной литературы и сейчас можно встретить утверждение, что род конопля состоит из трёх видов: конопли обыкновенной (посевной), индийской и сорной.
Важной вехой в истории систематики конопли стало появление 1974 году большой обзорной статьи американских учёных Э. Смолла и А. Кронквиста, в которой была подтверждена и обоснована идея монотипности рода конопля. Они предложили простую и логичную схему классификации единственного вида рода, согласно которой он делится на два подвида, а те, в свою очередь, на две разновидности каждый:
- Cannabis sativa subsp. sativa — Конопля посевная подвид посевная
  - Cannabis sativa subsp. sativa var. sativa — Конопля посевная подвид посевная разновидность посевная
  - Cannabis sativa subsp. sativa var. spontanea — Конопля посевная подвид посевная разновидность дикая
- Cannabis sativa subsp. indica (Lam.) E.Small & Cronquist — Конопля индийская
  - Cannabis sativa subsp. indica var. indica — Конопля посевная подвид индийская разновидность индийская
  - Cannabis sativa subsp. indica var. kafiristanica — Конопля посевная подвид индийская разновидность кафиристанская

В этой схеме подвиды различаются с точки зрения направления селекции (волокна и масло либо наркотические вещества). Внутри подвидов каждая пара разновидностей представляет собой культивируемые либо дикорастущие растения.

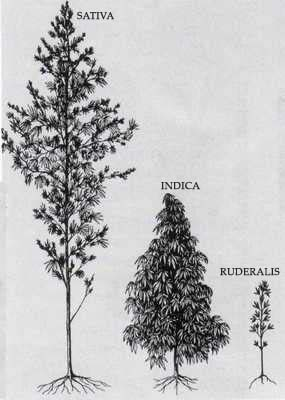
Подвиды конопли. Слева направо: посевная, индийская, сорная

В 2005 году было опубликовано подробное исследование конопли, принадлежащее К. Хиллингу, который использовал при этом новейший метод, основанный на анализе структуры ДНК. Результаты проведённого исследования в целом подтверждают концепцию Смолла и Кронквиста, однако автор предложил новую трактовку систематики рода конопля. Основываясь на результатах анализа обширнейшего генетического материала он утверждает, в частности, что индийская и посевная конопля происходят из разных центров разнообразия, первоначально изолированных друг от друга. Таким образом, по мнению Хиллинга, постепенного перехода между этими формами не существует (по крайней мере, с генетической точки зрения). Следовательно уже нет достаточных оснований рассматривать их как подвиды, а поэтому они должны считаться отдельными видами. Автор идёт ещё дальше и предлагает различать ещё два вида, которые, по его мнению, также были изолированы генетически.
Однако многие систематики считают, что исследования Хиллинга не поколебали сколь-нибудь основательно концепцию монотипности рода конопли, и продолжают придерживаться наиболее обоснованной и распространённой концепции Смолла и Кронквиста.
Вплоть до последнего времени считалось что род Конопля включает в себя один вид с двумя подвидами:
- Cannabis sativa subsp. sativa — Конопля посевная
- Cannabis sativa subsp. indica (Lam.) E.Small & Cronquist — Конопля индийская

Также был не определен статус еще одного таксона, а именно разновидности Cannabis sativa var. afghanica.
Согласно информации, представленной на сайте WFO Plantlist на декабрь 2023 года, данный род включает в себя только 1 вид — Cannabis sativa без выделения внутривидовых таксонов.

### Таксономия
Cannabis  L., 1753, Sp. Pl. : 1027
Род Конопля относится к семейству Коноплёвые (Cannabaceae) порядка Розоцветные (Rosales). Кладограмма в соответствии с Системой APG IV по состоянию на июнь 2023 года:
|  |                                      |  |                                   |                                   |                      |  | ещё 8 семейств |             |             |                  |
|  |                                      |  |                                   |                                   |                      |  |                |             |             | Конопля посевная |
|  |                                      |  |                                   | порядок Розоцветные               |                      |  |                |             | род Конопля |                  |
|  |                                      |  |                                   | порядок Розоцветные               |                      |  |                |             | род Конопля |                  |
|  | отдел Цветковые, или Покрытосеменные |  |                                   |                                   | семейство Коноплёвые |  |                |             |             |                  |
|  | отдел Цветковые, или Покрытосеменные |  |                                   |                                   |                      |  |                |             |             |                  |
|  |                                      |  | ещё 63 порядка цветковых растений | ещё 63 порядка цветковых растений |                      |  |                | ещё 9 родов | ещё 9 родов |                  |
|  |                                      |  |                                   | ещё 63 порядка цветковых растений |                      |  |                |             | ещё 9 родов |                  |